# Myrmicocrypta ogloblini
Myrmicocrypta ogloblini är en myrart som beskrevs av Santschi 1936. Myrmicocrypta ogloblini ingår i släktet Myrmicocrypta och familjen myror. Inga underarter finns listade i Catalogue of Life.